# P-11 (satelita)
P-11 – oznaczenie kilku amerykańskich satelitów technologicznych.
- P-11 – wyniesiony wraz z satelitą Corona 61
- P-11 4202 – wyniesiony wraz z satelitą KH-7 10